# Giessenlanden

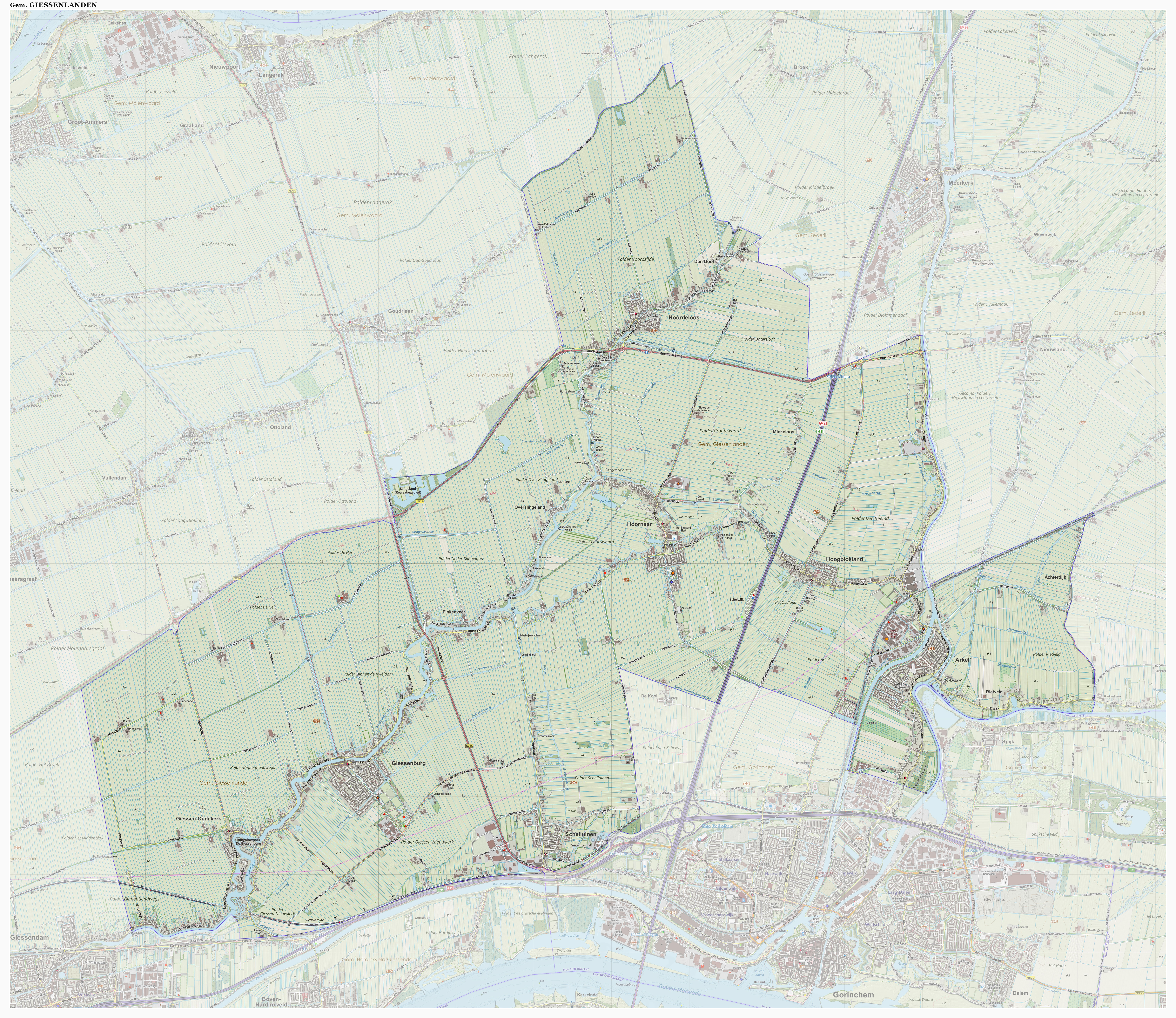
Topografische kaart van de voormalige gemeente Giessenlanden (kaart uit 2016)

Giessenlanden (uitspraakⓘ) was een gemeente in de Nederlandse provincie Zuid-Holland. De gemeente had een oppervlakte van 65,19 km² (waarvan 1,35 km² water).

## Geschiedenis
De gemeente Giessenlanden ontstond per 1 januari 1986 door samenvoeging van de (voormalige) gemeenten Arkel, Giessenburg, Hoogblokland, Hoornaar, Noordeloos en Schelluinen. De gemeenten Giessenlanden en Molenwaard besloten in november 2016 dat men wilde fuseren. De fusie vond plaats op 1 januari 2019. De nieuwe naam van de gemeente is Molenlanden.

## Geografie
De landelijke gemeente Giessenlanden viel bijna helemaal in de Alblasserwaard, behalve de Polder Rietveld met de gelijknamige buurtschap Rietveld, die zich ten oosten van het Merwedekanaal bevinden en tot de Vijfheerenlanden behoren.
In het noordoosten van de voormalige gemeente ontspringt de Giessen, die vervolgens in zuidwestelijke richting stroomt. Onder dit riviertje loopt de Spoortunnel Giessen, die deel uitmaakt van de Betuweroute.

### Kernen

#### Dorpen
Arkel, Giessenburg, Giessen-Oudekerk, Hoogblokland, Hoornaar (gemeentehuis), Noordeloos en Schelluinen.

#### Buurtschappen
Den Dool, Minkeloos, Overslingeland, Pinkenveer en Rietveld.

## Politiek

### Gemeenteraad
| CDA              | 4  | 3  | 3  | 3  | 3  | 3  | 5  |
| VVD              | 3  | 4  | 4  | 4  | 3  | 5  | 4  |
| PvdA             | 5  | 4  | 3  | 3  | 4  | 4  | 3  |
| ChristenUnie     | -  | -  | 2  | 2  | 3  | 2  | 2  |
| SGP              | 1  | 1  | 1  | 1  | 1  | 1  | 1  |
| Gemeentebelangen | 1  | 1  | 2  | 2  | 1  | -  | -  |
| Totaal           | 15 | 15 | 15 | 15 | 15 | 15 | 15 |

### College van B&W
Het College van B&W bestond aan het eind uit de volgende personen:
- Burgemeester:
  - Rinette Reynvaan (waarnemend)
- Wethouders:
  - Elisabeth van Leeuwen (CDA)
  - Jan de Groot (VVD)
  - Harmen Akkerman (SGP)

## Aangrenzende gemeenten
| Aangrenzende gemeenten | Aangrenzende gemeenten | Aangrenzende gemeenten | Aangrenzende gemeenten | Aangrenzende gemeenten |
| ---------------------- | ---------------------- | ---------------------- | ---------------------- | ---------------------- |
| Molenwaard             |                        |                        |                        |                        |
|                        |                        |                        |                        |                        |
|                        | Vijfheerenlanden (UT)  |                        |                        |                        |
|                        |                        |                        |                        |                        |
| Hardinxveld-Giessendam |                        | Gorinchem              |                        | Lingewaal (Gld)        |

## Cultuur

### Monumenten
In de gemeente zijn er een aantal rijksmonumenten, gemeentelijke monumenten, en oorlogsmonumenten, zie:
- Lijst van rijksmonumenten in Giessenlanden
- Lijst van gemeentelijke monumenten in Giessenlanden
- Lijst van oorlogsmonumenten in Giessenlanden

### Kunst in de openbare ruimte
In de gemeente Giessenlanden zijn diverse beelden, sculpturen en objecten geplaatst in de openbare ruimte, zie:
- Lijst van beelden in Giessenlanden